# Hauke Diekamp
Hauke Diekamp (* 16. August 1989 in Bremen) ist ein deutscher Schauspieler.

## Biografie
Hauke Diekamp wurde als Sohn des Tänzers und Choreografen Michael Diekamp 1989 in Bremen geboren und wuchs in Dresden auf. Er wurde auf dem Evangelischen Kreuzgymnasium unterrichtet. Schon früh wirkte er in Film- und Fernsehproduktionen mit, wo er u. a. mit den Regisseuren Tomy Wigand und Christian Alvart zusammenarbeitete. Für den Film Antikörper bekam er 2005 den Undine Award als bester jugendlicher Nebendarsteller in einem Kinospielfilm. Von 2009 bis 2013 studierte er an der Hochschule für Schauspielkunst „Ernst Busch“.

## Theater
- 2010:  Bakunin auf dem Rücksitz (Regie: Sabine Auf der Heyde, Deutsches Theater Berlin)
- 2011:  Katzelmacher (Regie: Ivan Panteleev, Schaubühne am Lehniner Platz)
- 2012:  Das Reich der Tiere (Regie: Juliane Kann,  bat-Studiotheater)
- 2012:  Kasimir und Karoline (Regie: Korbinian Schmidt, bat-Studiotheater)
- 2013:  Macbeth (Regie: Johannes Ender, Kampnagel Hamburg)
- 2019:  Die Optimierer (Regie: Nicola Bremer, Societaetstheater Dresden)

## Filmografie
- 2003: Das fliegende Klassenzimmer
- 2004: Bibi Blocksberg und das Geheimnis der blauen Eulen (nur auf einem Foto zu sehen)
- 2004: Ein Engel namens Hans-Dieter (Fernsehfilm)
- 2005: Antikörper
- 2006: TKKG – Das Geheimnis um die rätselhafte Mind-Machine
- 2009: SOKO Leipzig (Fernsehserie, Folge: Mordsache Jugendklub)
- 2015: Block B – Unter Arrest
- 2015: Polizeiruf 110 – Ikarus
- 2015: In aller Freundschaft – Die jungen Ärzte (Fernsehserie, Folge: Schuld und Vergebung)
- 2017: Alarm für Cobra 11 – Die Autobahnpolizei (Fernsehserie, Folge: Atemlose Liebe)
- 2017: Die Spezialisten – Im Namen der Opfer (Fernsehserie, 1 Folge)
- 2018: Dogs of Berlin (Netflixserie)
- 2019: Tatort: Kaputt
- 2020: Notruf Hafenkante (Fernsehserie, Folge: Pick-Up-Artist)
- 2025: In aller Freundschaft – Die jungen Ärzte (Fernsehserie, Folge: Phantomschmerz)

## Auszeichnungen
- 2003: New Faces Award von Bunte – Nominierung für den beliebtesten jungen Schauspieler Publikumspreis
- 2005: Undine Award – Bester jugendlicher Nebenschauspieler in einem Kinofilm